# متلازمة داء السلائل والورم الدبقي
متلازمة داء السلائل والورم الدبقي أو متلازمة داء السلائل وورم الدماغ هو مرض نادر يضم:
- داء السلائل المستقيمي القولوني العائلي
- ورم الجهاز العصبي المركزي:

- الورم النجمي
- الورم الأرومي الدبقي
- الورم الأرومي النخاعي